# Темната дупка (Карлуково)
Вижте пояснителната страница за други значения на Темната дупка.
Темната дупка е пропастна пещера близо до с. Карлуково, община Луковит, област Ловеч, на 325 m н.в.
Дължината ѝ е 215 m, а денивелацията 44 m (-38 m, +6 m).
Обявена е за природна забележителност през 1962 г. като част от „Карлуковски карстов комплекс“, представляваща интерес в археологическо и палеотнологическо отношение.

## Местоположение
Намира се 1.4 km северно от с. Карлуково в местността Пладнището, на 1 km югоизточно от гара Карлуково и на 40 m югоизточно от горния вход на пещерата Проходна, в основата на малък скален венец.

## Описание
Образувана е във варовици от горната креда (ценоман). Характерни за цялата пещера са дебелите глинести отложения. От широкия, но сравнително нисък вход тръгва галерия с посока запад, но след завой под почти прав ъгъл вляво се стига до 18-метрова стъпаловидна пропаст, на дъното на която има сталактитова зала. Друга основна галерия (южната) постепенно се снижава до сливане с глинестия под.

## Проучвания
Пещерата е картирана през 1923 г. от Ненко Радев и прекартирана през 1935 – 1936 г. от членовете на Българското пещерно дружество Н. Загоров, Н. Атанасов, Ненко Радев и инж. Радуш Радушев; по-късно отново е проучвана и картирана.
Обект е на палеонтологични разкопки още през 1886 г. от проф. Г. Златарски. През периода 1924 – 1926 г. са провеждени проучвания от проф. Рафаил Попов и тук за първи път в България и на Балканския полуостров биват открити находки от късния палеолит (ориняшка култура). В периода 1983 – 1994 г. се провеждат международни комплексни разкопки и проучвания (голяма българо-полско-френска експедиция, ръководена от Н. Сираков, Я. К. Козловски и А. Лавил). Обработеният материал показва, че пещерата е била обитавана или ползвана почти без прекъсване от периода на средния палеолит чак до най-ново време. Смятана е за един от най-важните обекти от европейския палеолит.
Най-добре са запазени по-дълбоките пластове от палеолита; тези от по-късните периоди са силно нарушени, но има отделни находки главно от енеолита, желязната епоха и Средновековието. Находките от средния палеолит се отнасят към балканските мустиерски култури. Тук е открита гравирана каменна плочка, която е една от най-ранните декорации, направена от неандерталец (изложена е в Археологическия музей на БАН в София). Находките от началото на късния палеолит са свързани с ориняшката култура и са едни от най-ранните свидетелства за появата на съвременните хора – Хомо сапиенс, в Европа. Следващите култури – граветската и епиграветската, са представени много богато с по няколко културни пласта. Някои кремъчни сечива са от материал, добиван в отдалечени на стотици километри от пещерата находища, което показва обменни отношения с други граветски групи, възможно и директен достъп при сезонно придвижване след дивеча.